# Objaw Broadbenta
Objaw Broadbenta – rzadki objaw wciągania dolnej krawędzi żeber do wnętrza klatki piersiowej podczas skurczu serca, obserwowany w przewlekłym zaciskającym zapaleniu osierdzia. Opisał go w 1895 roku Walter Broadbent (1868–1951).